# Imanbek
Imanbek Maratuly Seikenow (kasachisch Иманбек Маратұлы Зейкенов; * 21. Oktober 2000 in Aqsu) ist ein kasachischer DJ und Musikproduzent, der vor allem unter seinem Vornamen bekannt ist.

## Leben
Imanbek Seikenow wuchs in Aqsu auf. Bereits seit dem achten Lebensjahr spielte er Gitarre. Nach der Schule studierte er Transportwesen und arbeitete am Bahnhof. Rein hobbymäßig nahm er mehrere Amateur-Remixe über FL Studio auf, bis er Saint Jhns Song Roses entdeckte. Er veränderte den Track etwas, in dem er Saint Jhns Gesang hochpitchte sowie eine weitere Bassline, eine Kick und eine Snare Drum ergänzte. Danach postete er es auf einer russischen Musikplattform. Der eigentlich illegale Remix ging viral, insbesondere über die Plattform TikTok, auf der Jugendliche zu dem Song tanzten. Das russische Label Effective Records nahm ihn unter Vertrag. Imanbek konnte sich mit Saint Jhn einigen und die Single anschließend auch legal veröffentlichen. Der Song erreichte Platz 1 in den britischen Charts und Platz 4 in den Billboard Hot 100. Imanbek wurde dadurch international bekannt. Bei den Grammy Awards 2021 gewann der Remix in der Kategorie beste Remix-Aufnahme, ohne klassische Musik.
2020 folgte die Single I’m Just Feelin’ (Du Du Du) mit dem dänischen Produzenten Martin Jensen. Am 10. Juli 2020 veröffentlichte er eine neue Version des Modern-Talking-Songs Brother Louie zusammen mit Vize und Dieter Bohlen feat. Leony.

## Diskografie

### EPs
| Jahr | Titel Musiklabel | Höchstplatzierung, Gesamtwochen, AuszeichnungChartsChartplatzierungen (Jahr, Titel, Musiklabel, Platzierungen, Wochen, Auszeichnungen, Anmerkungen) | Anmerkungen                                         |
| Jahr | Titel Musiklabel | Dance | Anmerkungen                                         |
| ---- | ---------------- | --- | --------------------------------------------------- |
| 2021 | Bang Atlantic    | Dance16 (1 Wo.)Dance | Erstveröffentlichung: 12. Februar 2021 mit Rita Ora |

### Singles
| Jahr | Titel Album             | Höchstplatzierung, Gesamtwochen, AuszeichnungChartplatzierungen (Jahr, Titel, Album, Platzierungen, Wochen, Auszeichnungen, Anmerkungen) | Höchstplatzierung, Gesamtwochen, AuszeichnungChartplatzierungen (Jahr, Titel, Album, Platzierungen, Wochen, Auszeichnungen, Anmerkungen) | Höchstplatzierung, Gesamtwochen, AuszeichnungChartplatzierungen (Jahr, Titel, Album, Platzierungen, Wochen, Auszeichnungen, Anmerkungen) | Höchstplatzierung, Gesamtwochen, AuszeichnungChartplatzierungen (Jahr, Titel, Album, Platzierungen, Wochen, Auszeichnungen, Anmerkungen) | Höchstplatzierung, Gesamtwochen, AuszeichnungChartplatzierungen (Jahr, Titel, Album, Platzierungen, Wochen, Auszeichnungen, Anmerkungen) | Höchstplatzierung, Gesamtwochen, AuszeichnungChartplatzierungen (Jahr, Titel, Album, Platzierungen, Wochen, Auszeichnungen, Anmerkungen) | Anmerkungen |
| Jahr | Titel Album             | DE | AT | CH | UK | US | Dance | Anmerkungen |
| ---- | ----------------------- | --- | --- | --- | --- | --- | --- | --- |
| 2019 | Roses (Imanbek Remix) – | DE3 Diamant · (86 Wo.)DE | AT2 ×3Dreifachplatin · (77 Wo.)AT | CH2 ×2Doppelplatin · (86 Wo.)CH | UK1 ×3Dreifachplatin · (59 Wo.)UK | US4 ×5Fünffachplatin · (34 Wo.)US | Dance1 (76 Wo.)Dance | Erstveröffentlichung: 4. Mai 2019 Verkäufe: + 10.818.333; mit Saint Jhn                                                      |
| 2020 | Brother Louie –         | DE64 (11 Wo.)DE | AT58 (6 Wo.)AT | — | — | — | — | Erstveröffentlichung: 10. Juli 2020 Verkäufe: + 50.000; mit Vize & Dieter Bohlen feat. Leony Original: Modern Talking (1986) |
| 2020 | Too Much –              | DE— aDE | — | — | — | — | Dance8 (20 Wo.)Dance | Erstveröffentlichung: 23. Oktober 2020 Verkäufe: + 40.000; mit Marshmello feat. Usher                                        |
| 2020 | Goodbye –               | DE— bDE | — | — | UK59 (7 Wo.)UK | — | Dance15 (23 Wo.)Dance | Erstveröffentlichung: 18. Dezember 2020 Verkäufe: + 80.000; mit Goodboys                                                     |
| 2021 | Big Bang                | DE95 (1 Wo.)DE | — | CH68 (1 Wo.)CH | UK53 (1 Wo.)UK | — | Dance11 (17 Wo.)Dance | Erstveröffentlichung: 12. Februar 2021 mit Rita Ora & David Guetta feat. Gunna                                               |
| 2021 | Dancing on Dangerous –  | DE— cDE | — | CH90 (3 Wo.)CH | — | — | — | Erstveröffentlichung: 9. April 2021 Verkäufe: + 170.000; feat. Sean Paul & Sofía Reyes                                       |
| 2022 | Belly Dancer –          | DE7 Platin · (63 Wo.)DE | AT14 ×2Doppelplatin · (51 Wo.)AT | CH16 (55 Wo.)CH | UK— SilberUK | US— GoldUS | — | Erstveröffentlichung: 18. Februar 2022 Verkäufe: + 1.730.000; mit BYOR                                                       |

Weitere Singles
- 2019: Smoke It Up (mit Stephanskiy)
- 2019: Take Me (mit O’Neill)
- 2020: Dope
- 2020: I’m Just Feelin’ (Du Du Du) (mit Martin Jensen)
- 2020: Blackout (feat. Tory Lanez)
- 2020: Kill Me Better (mit Don Diablo feat. Trevor Daniel)
- 2021: Sweet Dreams (mit Alan Walker)

### Remixe
- 2020: 24kGoldn – Valentino
- 2020: DUBOSS – Voyage, voyage
- 2020: Rasster & Erin Bloomer – Sad
- 2020: FILV & Edmofo feat. Emma Peters – Clandestina
- 2020: Zara Larsson – Wow

## Auszeichnungen für Musikverkäufe
| Goldene Schallplatte - Dänemark - 2022: für die Single I’m Just Feelin’ (Du Du Du) - Frankreich - 2021: für die Single Dancing on Dangerous - Italien - 2021: für die Single Sweet Dreams - Niederlande - 2020: für die Single Roses - Schweden - 2022: für die Single I’m Just Feelin’ (Du Du Du) - Spanien - 2024: für die Single Belly Dancer - 2024: für die Single Sweet Dreams Platin-Schallplatte - Brasilien - 2023: für die Single Too Much - Dänemark - 2024: für die Single Belly Dancer - Italien - 2021: für die Single Dancing on Dangerous - 2024: für die Single Belly Dancer - Polen - 2021: für die Single Brother Louie | 2× Platin-Schallplatte - Brasilien - 2024: für die Single Goodbye - Griechenland - 2021: für die Single Roses - Norwegen - 2020: für die Single Roses - Spanien - 2020: für die Single Roses 3× Platin-Schallplatte - Belgien - 2021: für die Single Roses - Dänemark - 2022: für die Single Roses - Polen - 2024: für die Single Belly Dancer - Portugal - 2021: für die Single Roses - Schweden - 2021: für die Single Roses | 4× Platin-Schallplatte - Italien - 2021: für die Single Roses 6× Platin-Schallplatte - Neuseeland - 2024: für die Single Roses 7× Platin-Schallplatte - Australien - 2021: für die Single Roses 8× Platin-Schallplatte - Kanada - 2021: für die Single Roses Diamantene Schallplatte - Frankreich - 2020: für die Single Roses - 2023: für die Single Belly Dancer - Mexiko - 2022: für die Single Roses - Polen - 2024: für die Single Roses |

Anmerkung: Auszeichnungen in Ländern aus den Charttabellen bzw. Chartboxen sind in ebendiesen zu finden.
| Land/RegionAuszeichnungen für Musikverkäufe (Land/Region, Auszeichnungen, Verkäufe, Quellen) | Silber  | Gold     | Platin       | Diamant     | Verkäufe  | Quellen              |
| -------------------------------------------------------------------------------------------- | ------- | -------- | ------------ | ----------- | --------- | -------------------- |
| Australien (ARIA)                                                                            | —       | —        | 7× Platin7   | —           | 490.000   | aria.com.au          |
| Belgien (BRMA)                                                                               | —       | —        | 3× Platin3   | —           | 120.000   | ultratop.be          |
| Brasilien (PMB)                                                                              | —       | —        | 3× Platin3   | —           | 120.000   | pro-musicabr.org.br  |
| Dänemark (IFPI)                                                                              | —       | Gold1    | 4× Platin4   | —           | 405.000   | ifpi.dk              |
| Deutschland (BVMI)                                                                           | —       | —        | Platin1      | Diamant1    | 1.400.000 | musikindustrie.de    |
| Frankreich (SNEP)                                                                            | —       | Gold1    | —            | 2× Diamant2 | 766.666   | snepmusique.com      |
| Griechenland (IFPI)                                                                          | —       | —        | 2× Platin2   | —           | 40.000    | Einzelnachweise      |
| Italien (FIMI)                                                                               | —       | Gold1    | 6× Platin6   | —           | 485.000   | fimi.it              |
| Kanada (MC)                                                                                  | —       | —        | 8× Platin8   | —           | 640.000   | musiccanada.com      |
| Mexiko (AMPROFON)                                                                            | —       | —        | —            | Diamant1    | 300.000   | amprofon.com.mx      |
| Neuseeland (RMNZ)                                                                            | —       | —        | 6× Platin6   | —           | 180.000   | radioscope.co.nz     |
| Niederlande (NVPI)                                                                           | —       | Gold1    | —            | —           | 40.000    | musikwoche.de        |
| Norwegen (IFPI)                                                                              | —       | —        | 2× Platin2   | —           | 120.000   | ifpi.no              |
| Polen (ZPAV)                                                                                 | —       | —        | 4× Platin4   | Diamant1    | 450.000   | olis.pl              |
| Portugal (AFP)                                                                               | —       | —        | 3× Platin3   | —           | 30.000    | Einzelnachweise      |
| Österreich (IFPI)                                                                            | —       | —        | 5× Platin5   | —           | 150.000   | ifpi.at              |
| Schweden (IFPI)                                                                              | —       | Gold1    | 3× Platin3   | —           | 280.000   | sverigetopplistan.se |
| Schweiz (IFPI)                                                                               | —       | —        | 2× Platin2   | —           | 40.000    | hitparade.ch         |
| Spanien (Promusicae)                                                                         | —       | 2× Gold2 | 2× Platin2   | —           | 140.000   | elportaldemusica.es  |
| Vereinigte Staaten (RIAA)                                                                    | —       | Gold1    | 5× Platin5   | —           | 5.500.000 | riaa.com             |
| Vereinigtes Königreich (BPI)                                                                 | Silber1 | —        | 3× Platin3   | —           | 2.000.000 | bpi.co.uk            |
| Insgesamt                                                                                    | Silber1 | 8× Gold8 | 69× Platin69 | 5× Diamant5 |           |                      |